# Teegalapahad
Teegalapahad là một thị trấn thống kê (census town) của quận Adilabad thuộc bang Telangana, Ấn Độ.

## Nhân khẩu
Theo điều tra dân số năm 2001 của Ấn Độ, Teegalapahad có dân số 33.070 người. Phái nam chiếm 51% tổng số dân và phái nữ chiếm 49%. Teegalapahad có tỷ lệ 64% biết đọc biết viết, cao hơn tỷ lệ trung bình toàn quốc là 59,5%: tỷ lệ cho phái nam là 71%, và tỷ lệ cho phái nữ là 55%. Tại Teegalapahad, 11% dân số nhỏ hơn 6 tuổi.